# Silvio Barbato
Silvio Sergio Bonaccorsi Barbato (Candeias, 11 de maio de 1959 — Oceano Atlântico, 1º de junho de 2009) foi um maestro e compositor de ópera e balé brasileiro, importante personalidade da música erudita, estava a bordo do Airbus da Air France, que desapareceu no Oceano Atlântico durante o voo 447 de 1º de junho de 2009.

## Biografia

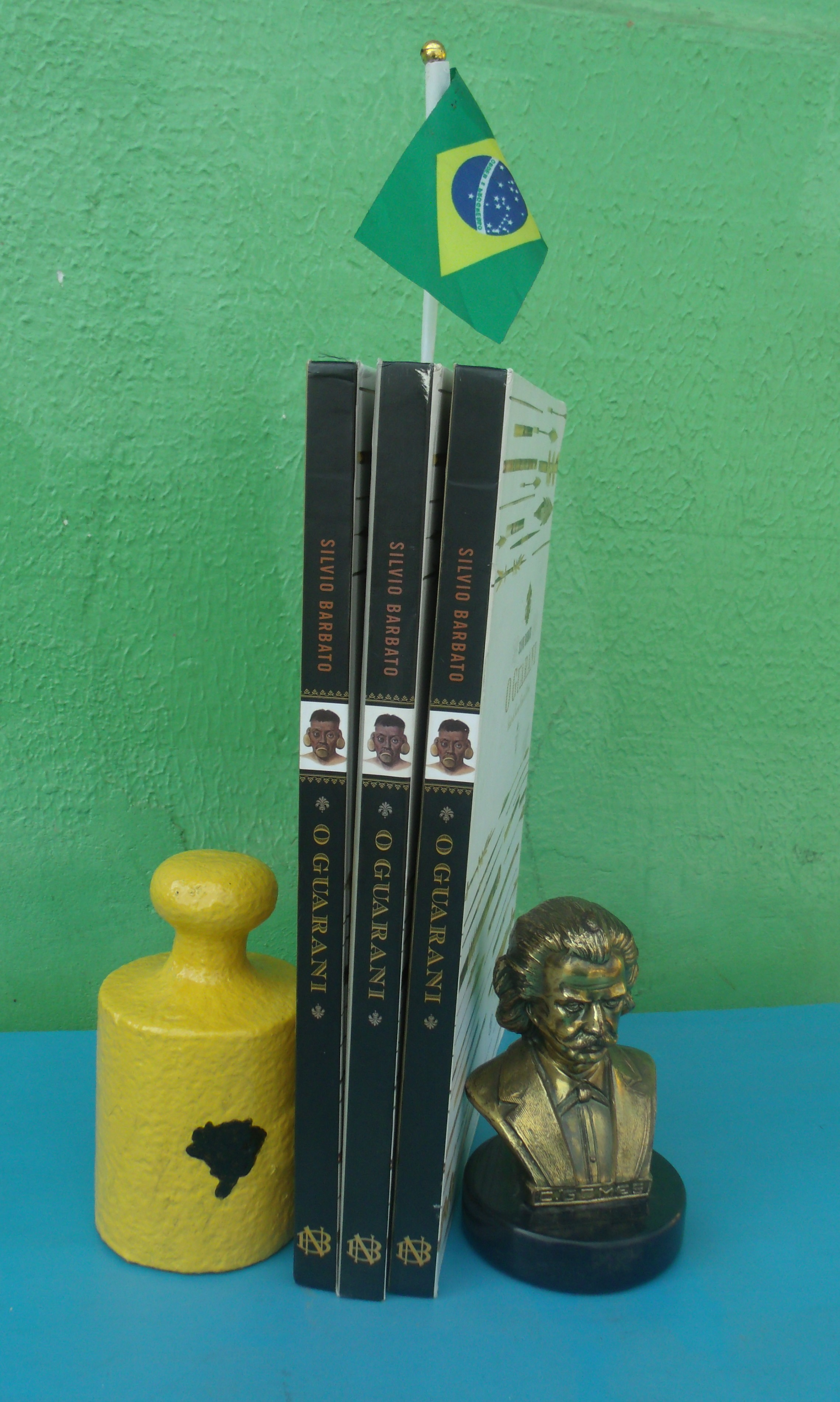
Obra de Barbato sobre O Guarani, de Carlos Gomes com patrocínio do Ministério da Cultura do Brasil.

Silvio Barbato era filho de Daniele Barbato e de Rosalba Bonaccorsi, filha de Silvio e Alvara Bonaccorsi e neta de Celestino e Luigi Bonaccorsi, primeiros descendentes dos irmãos Bonaccorsi, originários de Fornaci di Barga (Itália), imigrados no Brasil no final do século XIX. Seus pais eram ambos médicos em Candeias. O pai faleceu em Brasília, vitima de infarto, na década de 1990, quando era professor na Universidade da capital.
Sílvio Barbato estudou composição e regência com Claudio Santoro. Em 1984, Barbato recebeu o diploma de mérito na Accademia Musicale Chigiana de Siena.
No Conservatório Giuseppe Verdi, em Milão, recebeu o Diploma de Alta Composição na classe de Azio Corghi, e foi homenageado com a Medalha de ouro em Alta Composição - tendo sido o único brasileiro depois de Carlos Gomes a receber tal honraria. Ainda na Itália freqüentou a classe de Franco Ferrara, colaborando com o maestro Romano Gandolfi no Teatro Alla Scala. Em Chicago, obteve seu PhD em Ópera Italiana sob a orientação de Philip Gossett.
Em 1985 foi contatado para ser Assessor Musical no Teatro Municipal do Rio de Janeiro e regeu a primeira ópera, "Tosca", com apenas 25 anos, ganhando o apelido de "menudo", porque usava cabelos compridos.
Em 1996, no centenário de Carlos Gomes, a convite de Plácido Domingo, foi o curador da ópera “O Guarani”, que abriu a temporada da Washington Opera. A versão foi aquela do 1870, nunca mais apresentada desde a sua "prima" no Teatro alla Scala de Milão.
Em 2001, foi premiado com o "Grande Prêmio Cinema Brasil" por seu trabalho como diretor musical do filme "Villa Lobos, Uma Vida de Paixão", na categoria de melhor trilha musical. Pelo trabalho que foi realizando na área cultural, em 2002 Silvio Barbato recebeu a Medalha da Ordem do Mérito Cultural da Presidência da República e foi promovido ao grau de Comendador da Ordem de Rio Branco.
O balé "Terra Brasilis", composto pelo maestro, teve sua estréia mundial em 30 de setembro de 2003, no Teatro Municipal do Rio de Janeiro, com coreografia de Antonio Gaspar, com o Ballet e a Orquestra Sinfônica Ópera Brasil, sob a regência do compositor e a direção geral de Fernando Bicudo. O balé foi apresentado também no Teatro Massimo Bellini de Catânia , na Itália, em 2005. Nesse histórico teatro siciliano é que foram esgotadas as lotações de suas nove últimas apresentações, com o Ballet Ópera Brasil e a Orquestra do Teatro Massimo Bellini, sob a regência do próprio Barbato.
Em 2006 regeu a primeira audição européia da ópera Colombo, poema coral sinfônico em quatro partes de Albino Falanca, música de Antônio Carlos Gomes, no Teatro Massimo Bellini em Catania, Italia. Foi um evento muito importante, que chamou a atenção da imprensa internacional sendo que, em 114 anos, a opera nunca foi apresentada na Europa, mas somente no Continente Americano. Pela ocasião foi realizado um álbum pela "Edizioni musicali Bongiovanni" de Bologna.
Sempre no mesmo ano recebeu o encargo e de orquestrar o concerto que fechou o ano Mozartiano, no famoso Teatro Olímpico de Vicenza.
Desde 2006, Barbato era Diretor Musical da Sala Palestrina do Palazzo Pamphilj, sede da embaixada brasileira em Roma e lugar sagrado da música de concerto em Roma.
Em maio de 2008, em Brasília, regeu a Orquestra Camerata Brasil, formada por ele, no concerto "Tributo ao Pavarotti", com a participação de Luciana Tavares, Thiago Arancam, Andreas Kisser e Fernanda Abreu.
Em novembro estreou sua segunda ópera, Carlos Chagas, em versão pocket, na Sala Palestrina, com a presença de membros da Pontificia Accademia delle Scienze e de oito laureados com o prêmio Nobel.
Nos últimos anos, Sílvio Barbato dedicava-se muito à composição, tendo estreado duas óperas: “O Cientista”, baseada na vida de Oswaldo Cruz, sob a direção do Maestro Eduardo Alvares, e “Chagas”, sobre a vida de Carlos Chagas Filho. Estava elaborando sua terceira ópera, sobre Simon Bolívar.
Na Itália regeu em Roma, Catania, Spoleto, San Remo, Palermo, Vicenza, Lecce. Entre os artistas internacionais com quem trabalhou, destacam-se: Aprile Millo, Montserrat Caballé, Plácido Domingo, Roberto Alagna e Angela Gheorghiu.
Barbato foi Diretor Musical e Regente Titular da Orquestra Sinfônica do Teatro Nacional Claudio Santoro por duas vezes, de 1989 a 1992 e de 1999 a 2006. Atualmente era Regente Titular da Orquestra Sinfônica do Teatro Municipal do Rio de Janeiro, Diretor Artístico do Teatro Nacional Cláudio Santoro em Brasilia e Diretor Musical da Sala Palestrina, em Roma.
O Maestro Silvio Barbato desapareceu tragicamente no dia 1º de junho de 2009, durante o voo 447 da Air France, quando estava a caminho de Kiev, Ucrânia (com conexão em Paris), onde iria fazer uma palestra sobre música russa e música brasileira e apresentar sua ópera "Carlos Chagas" em versão integral.
No dia 28 de abril 2010, o teatro do SESC "Presidente Dutra" de Brasilia, localizado no Setor Comercial Sul, foi nomeado "Teatro Silvio Barbato" em homenagem ao maestro. O tributo foi marcado com um concerto de músicas eruditas, tocada pela Orquestra Camerata Brasil e regida pelo maestro Joaquim França. O presidente do SESC, Adelmir Santana destacou a importância do Maestro Silvio Barbato para o SESC: “Ao nomear o teatro, queremos lembrar de Silvio Barbato permanentemente”.

## Composições
- "O Guarani, Canto de Guerra, Canto de Vitória" - livre - Lançado em 2004.
- "Terra Brasilis" - balé - Prima mundial dia 30 de setembro de 2003, no Teatro Municipal do Rio de Janeiro.
- "Carlos Chagas"[8] - opera - Prima mundial em versão pocket na Sala Palestrina do Palazzo Panphilj em Roma no dia 1 de Novembro 2008.
- "O Cientista" - opera - Prima mundial no Teatro Municipal do Rio de Janeiro em 2006
- "Simon Bolivar" - opera - O último trabalho dele, que ficou inacabada. Deveria estrear no final do ano.